# NGC 1301
NGC 1301 is een balkspiraalstelsel in het sterrenbeeld Eridanus. Het hemelobject werd in 1886 ontdekt door de Amerikaanse astronoom Ormond Stone.

## Synoniemen
- PGC 12521
- ESO 547-32
- MCG -3-9-22
- IRAS03183-1853